# Джеррі Лейбер і Майк Столлер
Джером «Джеррі» Лейбер (англ. Jerome «Jerry» Leiber) автор текстів  (25 квітня 1933 – 22 серпня 2011) і композитор Майкл «Майк» Столлер (англ. Michael «Mike» Stoller) (нар. 13 березня 1933) – були американськими партнерами по написанню пісень і продюсерству. Вони досягли успіху як автори таких кросоверних хітів, як «Hound Dog» (1952) і «Kansas City» (1952). Пізніше, у 1950-х роках, зокрема завдяки їхній роботі з The Coasters, вони створили низку новаторських хітів, зокрема «Young Blood» (1957), «Searchin'» (1957) та «Yakety Yak» (1958) — які використовував жартівливу народну мову підлітків, співану в стилі, який був відверто театральним, а не особистим .
Лейбер і Столлер написали хіти для Елвіса Преслі, зокрема «Love Me» (1956), «Jailhouse Rock» (1957), «Loving You», «Don't» і «King Creole». Вони також співпрацювали з іншими авторами над такими піснями, як «On Broadway», написана з Баррі Манном і Синтією Вейл, «Stand By Me», написана разом з Беном Е. Кінгом, «Молода кров», написана разом з Доком Помусом, і «Іспанський Гарлем», написаний у співавторстві Лейбером і Філом Спектором. Іноді їх вказували під псевдонімом Елмо Глік. У 1964 році вони запустили Red Bird Records з Джорджем Голднером і, зосередившись на звучанні «дівочої групи», випустили кілька відомих пісень періоду Brill Building.
Загалом Лейбер і Столлер написали або співавтори понад 70 хітів. Вони були введені до Зали слави авторів пісень у 1985 році та до Зали слави рок-н-ролу у 1987 році.